# بن كيمبل
بن كيمبل (بالإنجليزية: Penn Kemble)‏ هو نقابي أمريكي، ولد في 21 يناير 1941، وتوفي في 15 أكتوبر 2005.